# Janine Sandell
Pour les articles homonymes, voir Sandell.
Janine Sandell est une joueuse britannique de volley-ball née le 7 décembre 1985 à Anerley (Londres). Elle mesure 1,80 m et joue au poste de réceptionneuse-attaquante. Elle totalise 77 sélections en équipe de Grande-Bretagne.

## Clubs
| Club                          | De        | À         |
| ----------------------------- | --------- | --------- |
| University of Washington      | 2003-2004 | 2005-2006 |
| Club Voleibol Albacete        | 2008-2009 | 2008-2009 |
| Club Voleibol Ciutadella      | 2009-2010 | 2011-2012 |
| Club Voleibol J.A.V. Olímpico | 2013-2014 | 2013-2014 |
| Club Voleibol Aguere          | 2014-2015 | 2014-2015 |
| Club Voleibol Haris           | 2015-2016 | 2019-2020 |
| CV Arroyo                     | 2020-2021 | …         |

## Palmarès
- Championnat d'Espagne
  - Vainqueur : 2011, 2012.
  - Finaliste : 2016, 2017.
- Supercoupe d'Espagne
  - Vainqueur : 2016.
  - Finaliste : 2018, 2019.
- Copa de la Reina
  - Vainqueur : 2017.
  - Finaliste : 2019.